# Circuit masculin de l'ITF 2016
Navigation
Saison 2015 Saison 2017
Le circuit masculin de l'ITF 2016 est la saison 2016 du circuit de tennis masculin organisé par l'ITF. Il représente l'échelon le plus bas des circuits de tennis professionnels, après l'ATP World Tour et l'ATP Challenger Tour. Les tournois qui le composent sont communément appelés Futures ; ils sont dotés de 10 000 ou 25 000 $ et incluent ou non l'hébergement.

## Primes et dotations des tournois
Les tournois Futures distribuent des points pour le classement ATP.
| Catégorie du tournoi | V  | F  | DF | QF | T2 | T1 |
| -------------------- | -- | -- | -- | -- | -- | -- |
| Futures 25 000 $ + H | 35 | 20 | 10 | 4  | 1  | 0  |
| Futures 25 000 $     | 27 | 15 | 8  | 3  | 1  | 0  |
| Futures 10 000 $ + H | 27 | 15 | 8  | 3  | 1  | 0  |
| Futures 10 000 $     | 18 | 10 | 6  | 2  | 1  | 0  |

## Résultats

### Janvier
| Date       | Lieu du tournoi        | Surface             | Dotation    | Vainqueur          | Finaliste           |
| ---------- | ---------------------- | ------------------- | ----------- | ------------------ | ------------------- |
| 4 janvier  | F1, Los Angeles        | Dur                 | 25 000 $    | Stefan Kozlov      | Philip Bester       |
| 4 janvier  | F1, Antalya            | Dur                 | 10 000 $    | Michal Konečný     | Mate Delić          |
| 11 janvier | F2, Long Beach         | Dur                 | 25 000 $    | Yannick Hanfmann   | Michael Mmoh        |
| 11 janvier | F1, Bagnoles-de-l'Orne | Terre battue (int.) | 10 000 $ +H | Yannik Reuter      | Constant Lestienne  |
| 11 janvier | F1, Schwieberdingen    | Moquette (int.)     | 10 000 $    | Daniel Masur       | Andreas Beck        |
| 11 janvier | F1, Hammamet           | Terre battue        | 10 000 $    | Pedro Sousa        | Jordan Ubiergo      |
| 11 janvier | F2, Antalya            | Dur                 | 10 000 $    | Vadym Ursu         | Mate Delić          |
| 11 janvier | F3, Plantation         | Terre battue        | 10 000 $    | Tommy Paul         | Adrien Puget        |
| 18 janvier | F1, Aktioubé           | Dur (int.)          | 25 000 $    | Evgeny Tyurnev     | Danilo Petrović     |
| 18 janvier | F2, Bressuire          | Dur (int.)          | 10 000 $ +H | Constant Lestienne | Hugo Nys            |
| 18 janvier | F1, Charm el-Cheikh    | Dur                 | 10 000 $    | Mohamed Safwat     | Enrique López-Pérez |
| 18 janvier | F2, Kaarst             | Moquette (int.)     | 10 000 $    | Mats Moraing       | Filip Veger         |
| 18 janvier | F2, Hammamet           | Terre battue        | 10 000 $    | Miljan Zekić       | Pedro Sousa         |
| 18 janvier | F3, Antalya            | Dur                 | 10 000 $    | Joris De Loore     | Anil Yüksel         |
| 18 janvier | F4, Sunrise            | Terre battue        | 10 000 $    | Tommy Paul         | Adrien Puget        |
| 25 janvier | F3, Nussloch           | Moquette (int.)     | 25 000 $    | Nils Langer        | Niels Desein        |
| 25 janvier | F2, Aktioubé           | Dur (int.)          | 25 000 $    | Sergey Betov       | Markos Kalovelonis  |
| 25 janvier | F1, Bakou              | Moquette (int.)     | 10 000 $    | Artur Dubinski     | Alexander Igoshin   |
| 25 janvier | F2, Charm el-Cheikh    | Dur                 | 10 000 $    | Mohamed Safwat     | Julien Dubail       |
| 25 janvier | F3, Veigy-Foncenex     | Moquette (int.)     | 10 000 $    | Hugo Nys           | Antal van der Duim  |
| 25 janvier | F1, Castelldefels      | Terre battue        | 10 000 $    | Gerard Granollers  | Steven Diez         |
| 25 janvier | F3, Hammamet           | Terre battue        | 10 000 $    | Jeremy Jahn        | Pol Toledo Bagué    |
| 25 janvier | F4, Antalya            | Dur                 | 10 000 $    | Joris De Loore     | Hong Seong-chan     |
| 25 janvier | F5, Weston             | Terre battue        | 10 000 $    | Denis Shapovalov   | Pedro Sakamoto      |

### Février
| Date        | Lieu du tournoi     | Surface         | Dotation | Vainqueur             | Finaliste                |
| ----------- | ------------------- | --------------- | -------- | --------------------- | ------------------------ |
| 1er février | F2, Bakou           | Moquette (int.) | 10 000 $ | Victor Baluda         | Michal Konečný           |
| 1er février | F3, Charm el-Cheikh | Dur             | 10 000 $ | Karim-Mohamed Maamoun | Nikola Milojević         |
| 1er février | F1, Glasgow         | Dur (int.)      | 10 000 $ | Liam Broady           | Adrien Bossel            |
| 1er février | F2, Paguera         | Terre battue    | 10 000 $ | Steven Diez           | Paweł Ciaś               |
| 1er février | F4, Hammamet        | Terre battue    | 10 000 $ | Jeremy Jahn           | Pedro Sousa              |
| 1er février | F5, Antalya         | Dur             | 10 000 $ | Hong Seong-chan       | Roman Safiullin          |
| 1er février | F6, Palm Coast      | Terre battue    | 10 000 $ | Agustín Velotti       | Juan Carlos Sáez         |
| 8 février   | F1, Oberentfelden   | Moquette (int.) | 25 000 $ | Uladzimir Ignatik     | Jan Choinski             |
| 8 février   | F3, Bakou           | Moquette (int.) | 10 000 $ | Miķelis Lībietis      | Timur Khabibulin         |
| 8 février   | F4, Charm el-Cheikh | Dur             | 10 000 $ | Nikola Milojević      | Laurent Rochette         |
| 8 février   | F2, Sunderland      | Dur (int.)      | 10 000 $ | Sam Barry             | Maxime Teixeira          |
| 8 février   | F1, Ramat Gan       | Dur             | 10 000 $ | Yannick Jankovits     | Matteo Viola             |
| 8 février   | F3, Paguera         | Terre battue    | 10 000 $ | Casper Ruud           | Carlos Taberner          |
| 8 février   | F5, Hammamet        | Terre battue    | 10 000 $ | Ivan Nedelko          | Pol Toledo Bagué         |
| 8 février   | F6, Antalya         | Dur             | 10 000 $ | Hong Seong-chan       | Frederico Ferreira Silva |
| 15 février  | F2, Trimbach        | Moquette (int.) | 25 000 $ | Daniil Medvedev       | Adrien Bossel            |
| 15 février  | F1, Anning          | Terre battue    | 10 000 $ | Miljan Zekić          | Enrique López-Pérez      |
| 15 février  | F5, Charm el-Cheikh | Dur             | 10 000 $ | Gleb Sakharov         | Antonio Massara          |
| 15 février  | F3, Shrewsbury      | Dur (int.)      | 10 000 $ | Yannick Maden         | Edward Corrie            |
| 15 février  | F2, Ramat Gan       | Dur             | 10 000 $ | Amir Weintraub        | Yannick Jankovits        |
| 15 février  | F4, Murcie          | Terre battue    | 10 000 $ | Steven Diez           | Alex De Minaur           |
| 15 février  | F6, Hammamet        | Terre battue    | 10 000 $ | Laslo Djere           | Pascal Brunner           |
| 15 février  | F7, Antalya         | Dur             | 10 000 $ | Hong Seong-chan       | Dimitar Kuzmanov         |
| 15 février  | F7, Plantation      | Terre battue    | 10 000 $ | Juan Carlos Sáez      | Victor Hănescu           |
| 22 février  | F1, Port Pirie      | Dur             | 25 000 $ | Christopher O'Connell | Blake Mott               |
| 22 février  | F2, Anning          | Terre battue    | 10 000 $ | Enrique López-Pérez   | Miljan Zekić             |
| 22 février  | F6, Charm el-Cheikh | Dur             | 10 000 $ | Marko Tepavać         | Jaroslav Pospíšil        |
| 22 février  | F3, Ramat Gan       | Dur             | 10 000 $ | Antoine Escoffier     | Julien Dubail            |
| 22 février  | F1, Vale do Lobo    | Dur             | 10 000 $ | Jesse Huta Galung     | Roberto Ortega-Olmedo    |
| 22 février  | F5, Carthagène      | Terre battue    | 10 000 $ | Cristian Garín        | Oriol Roca Batalla       |
| 22 février  | F7, Hammamet        | Terre battue    | 10 000 $ | Alexey Vatutin        | Michael Linzer           |
| 22 février  | F8, Antalya         | Dur             | 10 000 $ | Roman Safiullin       | Dimitar Kuzmanov         |
| 22 février  | F8, Plantation      | Terre battue    | 10 000 $ | Andrea Collarini      | Noah Rubin               |
| 29 février  | F2, Mildura         | Gazon           | 25 000 $ | Dayne Kelly           | Greg Jones               |
| 29 février  | F1, Gatineau        | Dur (int.)      | 25 000 $ | Alex Kuznetsov        | Tim van Rijthoven        |
| 29 février  | F4, Lille           | Dur (int.)      | 25 000 $ | Yannick Mertens       | Antal van der Duim       |
| 29 février  | F3, Anning          | Terre battue    | 10 000 $ | Enrique López-Pérez   | Kim Young-seok           |
| 29 février  | F1, Rovinj          | Terre battue    | 10 000 $ | Danilo Petrović       | Petru-Alexandru Luncanu  |
| 29 février  | F7, Charm el-Cheikh | Dur             | 10 000 $ | Marko Tepavać         | Laurent Rochette         |
| 29 février  | F1, Trente          | Moquette (int.) | 10 000 $ | Grégoire Jacq         | Dominik Böhler           |
| 29 février  | F2, Faro            | Dur             | 10 000 $ | Jesse Huta Galung     | Oscar Otte               |
| 29 février  | F6, Tarragone       | Terre battue    | 10 000 $ | Steven Diez           | Gerard Granollers-Pujol  |
| 29 février  | F8, Hammamet        | Terre battue    | 10 000 $ | Pol Toledo Bagué      | Mariano Kestelboim       |
| 29 février  | F9, Antalya         | Dur             | 10 000 $ | Yannick Jankovits     | Prajnesh Gunneswaran     |
| 29 février  | F9, Boca Raton      | Terre battue    | 10 000 $ | Patricio Heras        | Christian Lindell        |

### Mars
| Date    | Lieu du tournoi       | Surface         | Dotation    | Vainqueur                | Finaliste                      |
| ------- | --------------------- | --------------- | ----------- | ------------------------ | ------------------------------ |
| 7 mars  | F2, Sherbrooke        | Dur             | 25 000 $    | Stefan Kozlov            | Lloyd Glasspool                |
| 7 mars  | F2, Mendoza           | Terre battue    | 10 000 $    | Hernán Casanova          | Juan Ignacio Galarza           |
| 7 mars  | F4, Bakou             | Moquette        | 10 000 $    | Evgeny Tyurnev           | Péter Vajda                    |
| 7 mars  | F2, Poreč             | Terre battue    | 10 000 $    | Zdeněk Kolář             | Yannick Maden                  |
| 7 mars  | F8, Charm el-Cheikh   | Dur             | 10 000 $    | Marko Tepavac            | Alexandre Müller               |
| 7 mars  | F5, Balma             | Dur             | 10 000 $    | Raymond Sarmiento        | Corentin Moutet                |
| 7 mars  | F4, Herzliya          | Dur             | 10 000 $    | Yannick Jankovits        | Jonas Lütjen                   |
| 7 mars  | F2, Basiglio          | Dur             | 10 000 $    | Antal van der Duim       | Hugo Grenier                   |
| 7 mars  | F1, Nishitama         | Dur             | 10 000 $    | Huang Liang-chi          | Gengo Kikuchi                  |
| 7 mars  | F1, Agadir            | Terre battue    | 10 000 $    | Jeremy Jahn              | Mario Vilella Martínez         |
| 7 mars  | F3, Loulé             | Dur             | 10 000 $    | Frederico Ferreira Silva | Rui Machado                    |
| 7 mars  | F9, Hammamet          | Terre battue    | 10 000 $    | Pedro Sousa              | Alberto Romero de Ávila Senise |
| 7 mars  | F10, Antalya          | Terre battue    | 10 000 $    | Alexander Ward           | Demian Raab                    |
| 14 mars | F3, Mornington        | Terre battue    | 25 000 $    | Andrew Whittington       | Gavin Van Peperzeel            |
| 14 mars | F6, Poitiers          | Dur             | 25 000 $    | Andreas Beck             | Maxime Authom                  |
| 14 mars | F10, Bakersfield      | Dur             | 25 000 $    | Michael Mmoh             | Casper Ruud                    |
| 14 mars | F3, Rosario           | Terre battue    | 10 000 $    | Tomás Lipovsek Puches    | Pedro Sakamoto                 |
| 14 mars | F5, Bakou             | Moquette (int.) | 10 000 $    | Michal Konečný           | Vadym Ursu                     |
| 14 mars | F3, Pula              | Terre battue    | 10 000 $    | Pedro Martínez Portero   | Zdeněk Kolář                   |
| 14 mars | F9, Charm el-Cheikh   | Dur             | 10 000 $    | Laurent Rochette         | Clay Thompson                  |
| 14 mars | F5, Ramat Ha-Sharon   | Dur             | 10 000 $    | Romain Barbosa           | James Marsalek                 |
| 14 mars | F3, Sondrio           | Dur             | 10 000 $    | Markus Eriksson          | Marcin Gawron                  |
| 14 mars | F2, Nishitōkyō        | Dur             | 10 000 $    | Kwon Soon-woo            | Yuya Kibi                      |
| 14 mars | F2, Béni Mellal       | Terre battue    | 10 000 $    | Lamine Ouahab            | Steven Diez                    |
| 14 mars | F10, Hammamet         | Terre battue    | 10 000 $    | Arthur De Greef          | Pedro Sousa                    |
| 14 mars | F11, Antalya          | Terre battue    | 10 000 $    | Kirill Dmitriev          | Dominic Weidinger              |
| 21 mars | F4, Mornington        | Terre battue    | 25 000 $    | Andrew Whittington       | Christopher O'Connell          |
| 21 mars | F11, Calabasas        | Dur             | 25 000 $    | Matthew Barton           | Henri Laaksonen                |
| 21 mars | F4, Olavarría         | Terre battue    | 10 000 $ +H | Maximiliano Estévez      | Tomás Lipovsek Puches          |
| 21 mars | F6, Bakou             | Moquette (int.) | 10 000 $    | Marek Jaloviec           | Evgeny Elistratov              |
| 21 mars | F4, Opatija           | Terre battue    | 10 000 $    | Dragoș Dima              | Nino Serdarušić                |
| 21 mars | F10, Charm el-Cheikh  | Dur             | 10 000 $    | Karim-Mohamed Maamoun    | Gleb Sakharov                  |
| 21 mars | F7, Villers-lès-Nancy | Dur (int.)      | 10 000 $    | Alexandre Sidorenko      | Tak Khunn Wang                 |
| 21 mars | F1, Héraklion         | Dur             | 10 000 $    | Dominik Kellovský        | Christopher Díaz Figueroa      |
| 21 mars | F6, Ramat Ha-Sharon   | Dur             | 10 000 $    | Peter Kobelt             | Aleksandre Metreveli           |
| 21 mars | F3, Kōfu              | Dur             | 10 000 $    | Lee Duck-hee             | Yuya Kibi                      |
| 21 mars | F3, Khouribga         | Terre battue    | 10 000 $    | Lamine Ouahab            | Maxime Hamou                   |
| 21 mars | F11, Hammamet         | Terre battue    | 10 000 $    | Pedro Sousa              | Joris De Loore                 |
| 21 mars | F12, Antalya          | Dur             | 10 000 $    | Filip Horanský           | Yann Marti                     |
| 28 mars | F1, Manama            | Dur             | 10 000 $    | Scott Griekspoor         | Yannick Maden                  |
| 28 mars | F11, Charm el-Cheikh  | Dur             | 10 000 $    | Jaroslav Pospíšil        | Andrea Vavassori               |
| 28 mars | F2, Héraklion         | Dur             | 10 000 $    | Maxim Dubarenco          | Miki Janković                  |
| 28 mars | F4, Tsukuba           | Dur             | 10 000 $    | Yosuke Watanuki          | Shintaro Imai                  |
| 28 mars | F7, Madrid            | Dur             | 10 000 $    | Akira Santillan          | Steven Diez                    |
| 28 mars | F12, Hammamet         | Terre battue    | 10 000 $    | Alexander Ward           | Pedro Sousa                    |
| 28 mars | F13, Antalya          | Dur             | 10 000 $    | David Pérez Sanz         | Cem İlkel                      |

### Avril
| Date     | Lieu du tournoi              | Surface             | Dotation    | Vainqueur               | Finaliste              |
| -------- | ---------------------------- | ------------------- | ----------- | ----------------------- | ---------------------- |
| 4 avril  | F4, Zhangjiagang             | Dur                 | 25 000 $    | Jimmy Wang              | Lee Duck-hee           |
| 4 avril  | F12, Memphis                 | Dur                 | 25 000 $    | Denis Shapovalov        | Tennys Sandgren        |
| 4 avril  | F1, Karchi                   | Dur                 | 25 000 $    | Ilya Ivashka            | Jurabek Karimov        |
| 4 avril  | F12, Charm el-Cheikh         | Dur                 | 10 000 $    | Marko Tepavac           | Mohamed Safwat         |
| 4 avril  | F3, Héraklion                | Dur                 | 10 000 $    | Bradley Mousley         | Vladyslav Manafov      |
| 4 avril  | F4, San Carlo Canavese       | Dur (int.)          | 10 000 $    | Alessandro Bega         | Rémi Boutillier        |
| 4 avril  | F5, Kashiwa                  | Dur                 | 10 000 $    | Yosuke Watanuki         | Makoto Ochi            |
| 4 avril  | F1, Doha                     | Dur                 | 10 000 $    | Evgeny Karlovskiy       | Adrien Bossel          |
| 4 avril  | F8, Madrid                   | Dur                 | 10 000 $    | Pablo Vivero González   | Roberto Ortega-Olmedo  |
| 4 avril  | F13, Hammamet                | Terre battue        | 10 000 $    | Maximilian Marterer     | Jules Okala            |
| 4 avril  | F14, Antalya                 | Dur                 | 10 000 $    | Marc Sieber             | Sebastian Ofner        |
| 11 avril | F5, Taizhou                  | Dur                 | 25 000 $    | Nicolás Barrientos      | Shuichi Sekiguchi      |
| 11 avril | F13, Little Rock             | Dur                 | 25 000 $    | Stefan Kozlov           | Eric Quigley           |
| 11 avril | F2, Boukhara                 | Dur                 | 25 000 $    | Ilya Ivashka            | Temur Ismailov         |
| 11 avril | F4, Héraklion                | Dur                 | 10 000 $    | Yannick Mertens         | Lloyd Glasspool        |
| 11 avril | F6, Santa Margherita di Pula | Terre battue        | 10 000 $    | Stefanos Tsitsipas      | Erik Crepaldi          |
| 11 avril | F2, Doha                     | Dur                 | 10 000 $    | Alexander Bublik        | Benjamin Bonzi         |
| 11 avril | F9, Reus                     | Terre battue        | 10 000 $    | Bastián Malla           | Jordi Samper-Montaña   |
| 11 avril | F14, Hammamet                | Terre battue        | 10 000 $    | Dennis Novak            | Pascal Brunner         |
| 11 avril | F15, Antalya                 | Dur                 | 10 000 $    | Marc Sieber             | Cem İlkel              |
| 18 avril | F1, Abuja                    | Dur                 | 25 000 $ +H | Antal van der Duim      | Mohamed Safwat         |
| 18 avril | F8, Angers                   | Terre battue (int.) | 25 000 $    | Grégoire Barrère        | Jonathan Eysseric      |
| 18 avril | F3, Chimkent                 | Terre battue        | 25 000 $    | Maxim Dubarenco         | Miki Janković          |
| 18 avril | F5, Héraklion                | Dur                 | 10 000 $    | Lloyd Glasspool         | Jonny O'Mara           |
| 18 avril | F1, Szeged                   | Terre battue        | 10 000 $    | Gianluigi Quinzi        | Grzegorz Panfil        |
| 18 avril | F7, Santa Margherita di Pula | Terre battue        | 10 000 $    | Laurent Lokoli          | Tim van Rijthoven      |
| 18 avril | F3, Doha                     | Dur                 | 10 000 $    | Tak Khunn Wang          | Alexander Bublik       |
| 18 avril | F10, Majadahonda             | Terre battue        | 10 000 $    | Bernabé Zapata Miralles | Bastián Malla          |
| 18 avril | F15, Hammamet                | Terre battue        | 10 000 $    | Antoine Hoang           | Pascal Brunner         |
| 18 avril | F16, Antalya                 | Dur                 | 10 000 $    | Christopher Heyman      | Richard Gabb           |
| 18 avril | F14, Orange Park             | Terre battue        | 10 000 $    | Denis Shapovalov        | Miomir Kecmanović      |
| 25 avril | F2, Abuja                    | Dur                 | 25 000 $ +H | Mohamed Safwat          | Aldin Šetkić           |
| 25 avril | F9, Grasse                   | Terre battue        | 25 000 $    | Maxime Janvier          | Andreas Beck           |
| 25 avril | F4, Chimkent                 | Terre battue        | 25 000 $    | Dmitry Popko            | Artem Smirnov          |
| 25 avril | F6, Héraklion                | Dur                 | 10 000 $    | Miķelis Lībietis        | Julien Dubail          |
| 25 avril | F2, Szeged                   | Terre battue        | 10 000 $    | Germain Gigounon        | Kamil Majchrzak        |
| 25 avril | F1, Chandigarh               | Dur                 | 10 000 $    | Vishnu Vardhan          | David Agung Susanto    |
| 25 avril | F8, Santa Margherita di Pula | Terre battue        | 10 000 $    | Yannick Maden           | Francisco Bahamonde    |
| 25 avril | F11, Móstoles                | Dur                 | 10 000 $    | Antoine Escoffier       | Akira Santillan        |
| 25 avril | F16, Hammamet                | Terre battue        | 10 000 $    | Omar Salman             | Pedro Martínez Portero |
| 25 avril | F17, Antalya                 | Dur                 | 10 000 $    | Marc Sieber             | Christopher Heyman     |
| 25 avril | F15, Vero Beach              | Terre battue        | 10 000 $    | Jonas Lütjen            | Mārtiņš Podžus         |

### Mai
| Date   | Lieu du tournoi                 | Surface      | Dotation    | Vainqueur                  | Finaliste                 |
| ------ | ------------------------------- | ------------ | ----------- | -------------------------- | ------------------------- |
| 2 mai  | F3, Abuja                       | Dur          | 25 000 $ +H | Antal van der Duim         | Ilija Vučić               |
| 2 mai  | F5, Villa María                 | Terre battue | 10 000 $    | Juan Ignacio Galarza       | João Pedro Sorgi          |
| 2 mai  | F5, Bol                         | Terre battue | 10 000 $    | Riccardo Bellotti          | Kristijan Mesaroš         |
| 2 mai  | F3, Szeged                      | Terre battue | 10 000 $    | Germain Gigounon           | Zdeněk Kolář              |
| 2 mai  | F2, Jassowal                    | Dur          | 10 000 $    | Shintaro Imai              | Sidharth Rawat            |
| 2 mai  | F9, Santa Margherita di Pula    | Terre battue | 10 000 $    | Erik Crepaldi              | Yannick Jankovits         |
| 2 mai  | F1, Córdoba                     | Dur          | 10 000 $    | Darian King                | Adam El Mihdawy           |
| 2 mai  | F4, Caldas da Rainha            | Terre battue | 10 000 $    | Bruno Sant'Anna            | João Domingues            |
| 2 mai  | F1, Galați                      | Terre battue | 10 000 $    | Martín Cuevas              | Alexander Lazov           |
| 2 mai  | F12, Lérida                     | Terre battue | 10 000 $    | Ramkumar Ramanathan        | Félix Auger-Aliassime     |
| 2 mai  | F1, Karlskrona                  | Terre battue | 10 000 $    | Carl Söderlund             | Kaichi Uchida             |
| 2 mai  | F17, Hammamet                   | Terre battue | 10 000 $    | Oriol Roca Batalla         | Pedro Sousa               |
| 2 mai  | F18, Antalya                    | Dur          | 10 000 $    | Dennis Novak               | Marc Sieber               |
| 2 mai  | F16, Tampa                      | Terre battue | 10 000 $    | Peter Polansky             | Roberto Quiroz            |
| 9 mai  | F4, Abuja                       | Dur          | 25 000 $ +H | David Pérez Sanz           | Mohamed Safwat            |
| 9 mai  | F1, Oran                        | Terre battue | 10 000 $    | Sadio Doumbia              | Alexandre Müller          |
| 9 mai  | F6, Villa del Dique             | Terre battue | 10 000 $    | Marcelo Zormann            | Federico Coria            |
| 9 mai  | F1, Doboj                       | Terre battue | 10 000 $    | Kristijan Mesaroš          | Nino Serdarušić           |
| 9 mai  | F6, Wuhan                       | Dur          | 10 000 $    | James Duckworth            | Yusuke Takahashi          |
| 9 mai  | F6, Bol                         | Terre battue | 10 000 $    | Nikola Čačić               | Péter Nagy                |
| 9 mai  | F1, Most                        | Terre battue | 10 000 $    | Jan Šátral                 | Clément Geens             |
| 9 mai  | F3, Jassowal                    | Dur          | 10 000 $    | Vishnu Vardhan             | Dalwinder Singh           |
| 9 mai  | F10, Santa Margherita di Pula   | Terre battue | 10 000 $    | Stefanos Tsitsipas         | Casper Ruud               |
| 9 mai  | F2, Pachuca                     | Dur          | 10 000 $    | Marcelo Tomás Barrios Vera | Darian King               |
| 9 mai  | F5, Lisbonne                    | Dur          | 10 000 $    | Pablo Vivero González      | André Gaspar Murta        |
| 9 mai  | F2, Galați                      | Terre battue | 10 000 $    | Juan Pablo Paz             | Laurynas Grigelis         |
| 9 mai  | F13, Valldoreix                 | Terre battue | 10 000 $    | Albert Alcaraz Ivorra      | Carlos Taberner           |
| 9 mai  | F2, Båstad                      | Terre battue | 10 000 $    | Julien Cagnina             | Kaichi Uchida             |
| 9 mai  | F18, Hammamet                   | Terre battue | 10 000 $    | Pedro Sousa                | Oriol Roca Batalla        |
| 9 mai  | F19, Antalya                    | Dur          | 10 000 $    | Dennis Novak               | Anıl Yüksel               |
| 9 mai  | F1, Tcherkassy                  | Terre battue | 10 000 $    | Sander Gillé               | Vladyslav Manafov         |
| 16 mai | F7, Wuhan                       | Dur          | 25 000 $    | Akira Santillan            | Chung Yunseong            |
| 16 mai | F2, Alger                       | Terre battue | 10 000 $    | Mario Vilella Martinez     | Grégoire Jacq             |
| 16 mai | F7, Córdoba                     | Terre battue | 10 000 $    | Hernán Casanova            | Andrea Collarini          |
| 16 mai | F2, Brčko                       | Terre battue | 10 000 $    | Frank Dancevic             | Kristijan Mesaros         |
| 16 mai | F1, Sozopol                     | Dur          | 10 000 $    | David Perez Sanz           | Aleksandar Lazov          |
| 16 mai | F7, Bol                         | Terre battue | 10 000 $    | Riccardo Bellotti          | Péter Nagy                |
| 16 mai | F2, Prague                      | Terre battue | 10 000 $    | Zdenek Kolar               | Clément Geens             |
| 16 mai | F7, Ramat Gan                   | Dur          | 10 000 $    | Nicolas Meister            | Edan Leshem               |
| 16 mai | F11, Frascati                   | Terre battue | 10 000 $    | Gianluca Di Nicola         | Daniele Capecchi          |
| 16 mai | F3, Mexico                      | Dur          | 10 000 $    | Adam El Mihdawy            | Farris Fathi Gosea        |
| 16 mai | F6, Setúbal                     | Dur          | 10 000 $    | João Domingues             | Erik Crepaldi             |
| 16 mai | F3, Bucarest                    | Terre battue | 10 000 $    | Dragos Dima                | Teodor-Dacian Crăciun     |
| 16 mai | F14, Vic                        | Terre battue | 10 000 $    | Jaume Munar                | Alex De Minaur            |
| 16 mai | F3, Båstad                      | Terre battue | 10 000 $    | Isak Arvidsson             | Fred Simonsson            |
| 16 mai | F19, Hammamet                   | Terre battue | 10 000 $    | Pedro Sousa                | Alexander Zhurbin         |
| 16 mai | F20, Antalya                    | Dur          | 10 000 $    | Christopher Heyman         | Dimitar Kuzmanov          |
| 16 mai | F2, Tcherkassy                  | Terre battue | 10 000 $    | Kamil Majchrzak            | Vladyslav Manafov         |
| 23 mai | F4, Bacău                       | Terre battue | 25 000 $ +H | Dragos Dima                | Juan Pablo Paz            |
| 23 mai | F8, Lu'an                       | Dur          | 25 000 $    | Akira Santillan            | Finn Tearney              |
| 23 mai | F3, Andijan                     | Dur          | 25 000 $    | Temur Ismailov             | Ti Chen                   |
| 23 mai | F3, Alger                       | Terre battue | 10 000 $    | Sadio Doumbia              | Filip Horanský            |
| 23 mai | F8, Buenos Aires                | Terre battue | 10 000 $    | Daniel Dutra da Silva      | Gonzalo Villanueva        |
| 23 mai | F3, Kiseljak                    | Terre battue | 10 000 $    | Gianluigi Quinzi           | Dejan Katic               |
| 23 mai | F2, Roussé                      | Terre battue | 10 000 $    | Germain Gigounon           | David Perez Sanz          |
| 23 mai | F3, Jablonec nad Nisou          | Terre battue | 10 000 $    | Marek Michalicka           | Hubert Hurkacz            |
| 23 mai | F1, Tumon                       | Dur          | 10 000 $    | Andrew Whittington         | Shuichi Sekiguchi         |
| 23 mai | F8, Ramat Gan                   | Dur          | 10 000 $    | Nicolas Meister            | Bar Tzuf Botzer           |
| 23 mai | F12, Lecco                      | Terre battue | 10 000 $    | Stefanos Tsitsipas         | Marco Bortolotti          |
| 23 mai | F4, Morelia                     | Dur          | 10 000 $    | Roberto Quiroz             | Christopher Díaz Figueroa |
| 23 mai | F7, Lisbonne                    | Dur          | 10 000 $    | Frederico Gil              | João Domingues            |
| 23 mai | F15, Santa Margarida de Montbui | Dur          | 10 000 $    | Ricardo Ojeda Lara         | Eduardo Struvay           |
| 23 mai | F20, Hammamet                   | Terre battue | 10 000 $    | Cristian Garín             | Carlos Taberner           |
| 23 mai | F21, Antalya                    | Dur          | 10 000 $    | Christopher Heyman         | Cem İlkel                 |
| 23 mai | F3, Tcherkassy                  | Terre battue | 10 000 $    | Ivan Nedelko               | Denys Mylokostov          |
| 30 mai | F9, Jinan                       | Dur          | 25 000 $    | Mitchell Krueger           | Finn Tearney              |
| 30 mai | F6, Karuizawa                   | Terre battue | 25 000 $    | Lee Duck-hee               | Yasutaka Uchiyama         |
| 30 mai | F4, Namangan                    | Dur          | 25 000 $    | Ti Chen                    | Markos Kalovelonis        |
| 30 mai | F9, Buenos Aires                | Terre battue | 10 000 $    | Daniel Dutra da Silva      | Juan Carlos Saez          |
| 30 mai | F4, Sarajevo                    | Terre battue | 10 000 $    | Laurent Lokoli             | Steven de Waard           |
| 30 mai | F3, Stara Zagora                | Terre battue | 10 000 $    | Pedro Martínez Portero     | Germain Gigounon          |
| 30 mai | F9, Kiryat Shmona               | Dur          | 10 000 $    | Edan Leshem                | Nick Chappell             |
| 30 mai | F13, Padoue                     | Terre battue | 10 000 $    | Riccardo Bellotti          | Matteo Viola              |
| 30 mai | F5, Zapopan                     | Terre battue | 10 000 $    | Adam El Mihdawy            | Luis Patiño               |
| 30 mai | F2, Koszalin                    | Terre battue | 10 000 $    | Pawel Cias                 | Michal Schmid             |
| 30 mai | F21, Hammamet                   | Terre battue | 10 000 $    | Cristian Garín             | Nikola Milojević          |
| 30 mai | F22, Antalya                    | Dur          | 10 000 $    | Marc Sieber                | Nicolaas Scholtz          |

### Juin
| Date    | Lieu du tournoi      | Surface      | Dotation    | Vainqueur               | Finaliste                       |
| ------- | -------------------- | ------------ | ----------- | ----------------------- | ------------------------------- |
| 6 juin  | F16, Huelva          | Terre battue | 25 000 $    | João Domingues          | Mario Vilella Martinez          |
| 6 juin  | F17, Charlottesville | Dur          | 25 000 $    | Tennys Sandgren         | Dennis Nevolo                   |
| 6 juin  | F4, Plovdiv          | Terre battue | 10 000 $    | Pedro Martínez Portero  | Dimitar Kuzmanov                |
| 6 juin  | F1, Hong Kong        | Dur          | 10 000 $    | Andrew Whittington      | He Yecong                       |
| 6 juin  | F10, Acre            | Dur          | 10 000 $    | Edan Leshem             | Nick Chappell                   |
| 6 juin  | F14, Bergame         | Terre battue | 10 000 $    | Adelchi Virgili         | João Pedro Sorgi                |
| 6 juin  | F7, Tokyo            | Dur          | 10 000 $    | Evan King               | Sho Katayama                    |
| 6 juin  | F1, Maputo           | Dur          | 10 000 $    | Marc Polmans            | Lloyd Harris                    |
| 6 juin  | F3, Sopot            | Terre battue | 10 000 $    | Kamil Majchrzak         | Andriej Kapaś                   |
| 6 juin  | F5, Arad             | Terre battue | 10 000 $    | Petru-Alexandru Luncanu | Roberto Marcora                 |
| 6 juin  | F23, Antalya         | Dur          | 10 000 $    | Marc Sieber             | Claudio Fortuna                 |
| 13 juin | F1, Daegu            | Dur          | 25 000 $    | Lim Yong-kyu            | Cho Min Hyeok                   |
| 13 juin | F18, Winston-Salem   | Dur          | 25 000 $    | Sekou Bangoura          | Darian King                     |
| 13 juin | F1, Binche           | Terre battue | 10 000 $    | Niels Desein            | Arthur Rinderknech              |
| 13 juin | F1, Carthagène       | Dur          | 10 000 $    | Alejandro Gómez         | Juan Sebastián Gómez            |
| 13 juin | F10, Mont-de-Marsan  | Terre battue | 10 000 $    | Maxime Hamou            | Grégoire Jacq                   |
| 13 juin | F2, Hong Kong        | Dur          | 10 000 $    | Andrew Whittington      | Daniel Nolan                    |
| 13 juin | F15, Sassuolo        | Terre battue | 10 000 $    | Kristijan Mesaroš       | Pascal Meis                     |
| 13 juin | F8, Akishima         | Moquette     | 10 000 $    | Gengo Kikuchi           | Yusuke Watanuki                 |
| 13 juin | F2, Maputo           | Dur          | 10 000 $    | Marc Polmans            | Jeremy Beale                    |
| 13 juin | F1, Alkmaar          | Terre battue | 10 000 $    | Pedro Sousa             | José Pereira                    |
| 13 juin | F4, Varsovie         | Terre battue | 10 000 $    | Péter Nagy              | Marcin Gawron                   |
| 13 juin | F6, Buzău            | Terre battue | 10 000 $    | Martín Cuevas           | Petru-Alexandru Luncanu         |
| 13 juin | F17, Martos          | Dur          | 10 000 $    | Frederik Nielsen        | Rémi Boutillier                 |
| 13 juin | F24, Antalya         | Dur          | 10 000 $    | Riccardo Bellotti       | Marc Sieber                     |
| 13 juin | F19, Buffalo         | Terre battue | 10 000 $    | Evan King               | Gavin Van Peperzeel             |
| 20 juin | F2, Bréda            | Terre battue | 25 000 $ +H | Joris De Loore          | Daniel Masur                    |
| 20 juin | F18, Palma del Río   | Dur          | 25 000 $ +H | Akira Santillan         | Rémi Boutillier                 |
| 20 juin | F3, Richmond         | Dur          | 25 000 $    | Peter Polansky          | Jason Jung                      |
| 20 juin | F11, Toulon          | Terre battue | 25 000 $    | Lamine Ouahab           | Laurent Lokoli                  |
| 20 juin | F21, Tulsa           | Dur          | 25 000 $    | Cameron Norrie          | Ryan Haviland                   |
| 20 juin | F16, Basilicanova    | Terre battue | 10 000 $ +H | Lorenzo Giustino        | Walter Trusendi                 |
| 20 juin | F2, Havré            | Terre battue | 10 000 $    | Daniel Altmaier         | Maxime Authom                   |
| 20 juin | F2, Barranquilla     | Terre battue | 10 000 $    | Roberto Cid Subervi     | Facundo Mena                    |
| 20 juin | F1, Skopje           | Terre battue | 10 000 $    | Danilo Petrović         | Alexandre Müller                |
| 20 juin | F4, Kaltenkirchen    | Terre battue | 10 000 $    | Grégoire Jacq           | Yannick Maden                   |
| 20 juin | F3, Hong Kong        | Dur          | 10 000 $    | Andrew Whittington      | Jumpei Yamasaki                 |
| 20 juin | F2, Sangju           | Dur          | 10 000 $    | Sang-Woo Noh            | Nam Ji-sung                     |
| 20 juin | F7, Bucarest         | Terre battue | 10 000 $    | Carlos Taberner         | Mariano Kestelboim              |
| 20 juin | F1, Moscou           | Terre battue | 10 000 $    | Alexander Bublik        | Filip Horanský                  |
| 20 juin | F25, Marmaris        | Dur          | 10 000 $    | Riccardo Bellotti       | Cem İlkel                       |
| 20 juin | F20, Rochester       | Terre battue | 10 000 $    | Kaichi Uchida           | Juan Manuel Benítez Chavarriaga |
| 20 juin | F1, Harare           | Dur          | 10 000 $    | Benjamin Lock           | Marc Polmans                    |
| 27 juin | F12, Montauban       | Terre battue | 25 000 $ +H | Jordi Samper Montana    | Constant Lestienne              |
| 27 juin | F4, Kelowna          | Dur          | 25 000 $    | Peter Polansky          | Raymond Sarmiento               |
| 27 juin | F10, Longyan         | Dur          | 25 000 $    | Lee Duck-hee            | Li Zhe                          |
| 27 juin | F4, Pardubice        | Terre battue | 25 000 $    | Orlando Luz             | Peter Torebko                   |
| 27 juin | F23, Wichita         | Dur          | 25 000 $    | Cameron Norrie          | Jared Hiltzik                   |
| 27 juin | F3, Nieuport         | Terre battue | 10 000 $    | Lennert van der Linden  | Jonas Merckx                    |
| 27 juin | F1, Piracicaba       | Terre battue | 10 000 $    | Daniel Dutra da Silva   | Bruno Sant'Anna                 |
| 27 juin | F3, Cali             | Terre battue | 10 000 $    | Roberto Quiroz          | Gonzalo Villanueva              |
| 27 juin | F13, Charm el-Cheikh | Dur          | 10 000 $    | Aldin Šetkić            | Alessandro Bega                 |
| 27 juin | F2, Skopje           | Terre battue | 10 000 $    | Alexandre Müller        | Dimitar Grabul                  |
| 27 juin | F5, Kamen            | Terre battue | 10 000 $    | Christopher Heyman      | Antoine Hoang                   |
| 27 juin | F18, Albinea         | Terre battue | 10 000 $    | Walter Trusendi         | Francesco Picco                 |
| 27 juin | F3, Gimcheon         | Dur          | 10 000 $    | Song Min-kyu            | Son Ji-hoon                     |
| 27 juin | F3, Middelbourg      | Terre battue | 10 000 $    | Jesse Huta Galung       | Jelle Sels                      |
| 27 juin | F8, Curtea de Argeș  | Terre battue | 10 000 $    | Miliaan Niesten         | Dragoș Dima                     |
| 27 juin | F2, Kazan            | Terre battue | 10 000 $    | Marc Giner              | Evgeny Karlovskiy               |
| 27 juin | F19, Bakio           | Dur          | 10 000 $    | Ricardo Ojeda Lara      | Adrián Menéndez-Maceiras        |
| 27 juin | F26, Mersin          | Terre battue | 10 000 $    | Riccardo Bellotti       | Rubén Ramírez Hidalgo           |
| 27 juin | F22, Pittsburgh      | Terre battue | 10 000 $    | Jose Statham            | Kaichi Uchida                   |
| 27 juin | F2, Harare           | Dur          | 10 000 $    | Marc Polmans            | Lloyd Harris                    |

### Juillet
| Date       | Lieu du tournoi           | Surface      | Dotation    | Vainqueur                 | Finaliste              |
| ---------- | ------------------------- | ------------ | ----------- | ------------------------- | ---------------------- |
| 4 juillet  | F5, Saskatoon             | Dur          | 25 000 $    | Philip Bester             | Peter Polansky         |
| 4 juillet  | F13, Bourg-en-Bresse      | Terre battue | 25 000 $    | Lorenzo Giustino          | Romain Jouan           |
| 4 juillet  | F19, Naples               | Terre battue | 25 000 $    | Cristian Garín            | Juan Pablo Paz         |
| 4 juillet  | F4, Amstelveen            | Terre battue | 25 000 $    | Aleksandre Metreveli      | Jelle Sels             |
| 4 juillet  | F1, Telfs                 | Terre battue | 10 000 $    | Gonçalo Oliveira          | Yannick Hanfmann       |
| 4 juillet  | F4, De Haan               | Terre battue | 10 000 $    | Maxime Authom             | Yannick Vandenbulcke   |
| 4 juillet  | F2, São José do Rio Preto | Terre battue | 10 000 $    | Fernando Romboli          | Oscar José Gutierrez   |
| 4 juillet  | F11, Anning               | Terre battue | 10 000 $    | Bastian Trinker           | Maverick Banes         |
| 4 juillet  | F5, Ústí nad Orlicí       | Terre battue | 10 000 $    | Uladzimir Ignatik         | Pawel Ciaś             |
| 4 juillet  | F14, Charm el-Cheikh      | Dur          | 10 000 $    | Aldin Šetkić              | Tomáš Papík            |
| 4 juillet  | F3, Skopje                | Terre battue | 10 000 $    | Kristijan Mesaroš         | Claudio Fortuna        |
| 4 juillet  | F6, Sarrelouis            | Terre battue | 10 000 $    | Marvin Netuschil          | Filip Horanský         |
| 4 juillet  | F4, Gimcheon              | Dur          | 10 000 $    | Makoto Ochi               | Chen Ti                |
| 4 juillet  | F3, Kazan                 | Terre battue | 10 000 $    | Anton Zaitcev             | Marc Giner             |
| 4 juillet  | F20, Getxo                | Terre battue | 10 000 $    | Ricardo Ojeda Lara        | Pedro Martínez Portero |
| 4 juillet  | F27, Antalya              | Dur          | 10 000 $    | Bar Tzuf Botzer           | Yannick Jankovits      |
| 4 juillet  | F3, Harare                | Dur          | 10 000 $    | Tucker Vorster            | Nicolaas Scholtz       |
| 11 juillet | F2, Kramsach              | Terre battue | 10 000 $    | Yannick Hanfmann          | Stefanos Tsitsipas     |
| 11 juillet | F5, Westende              | Dur          | 10 000 $    | Ruben Bemelmans           | Yannick Mertens        |
| 11 juillet | F3, Catanduva             | Terre battue | 10 000 $    | Gabriel Alejandro Hidalgo | Ricardo Hocevar        |
| 11 juillet | F12, Anning               | Terre battue | 10 000 $    | Lee Kuan-yi               | Bastian Trinker        |
| 11 juillet | F6, Brno                  | Terre battue | 10 000 $    | Václav Šafránek           | Pavel Nejedlý          |
| 11 juillet | F15, Charm el-Cheikh      | Dur          | 10 000 $    | Tomáš Papík               | Luca Pancaldi          |
| 11 juillet | F14, Saint-Gervais        | Terre battue | 10 000 $    | Maxime Hamou              | Alexis Musialek        |
| 11 juillet | F7, Trèves                | Terre battue | 10 000 $    | Maximilian Marterer       | Federico Coria         |
| 11 juillet | F20, Casinalbo            | Terre battue | 10 000 $    | Andrea Pellegrino         | Davide Galoppini       |
| 11 juillet | F5, Gimcheon              | Dur          | 10 000 $    | Kwon Soon-woo             | Cho Min-hyeok          |
| 11 juillet | F8, Idanha-a-Nova         | Dur          | 10 000 $    | João Monteiro             | Hugo Grenier           |
| 11 juillet | F21, Gandia               | Terre battue | 10 000 $    | Jaume Munar               | Ivan Gakhov            |
| 11 juillet | F28, Antalya              | Dur          | 10 000 $    | Tournoi non terminé       | Tournoi non terminé    |
| 18 juillet | F8, Cassel                | Terre battue | 25 000 $ +H | Yannick Hanfmann          | Julian Lenz            |
| 18 juillet | F15, Troyes               | Terre battue | 25 000 $    | Jonathan Eysseric         | Tak Khunn Wang         |
| 18 juillet | F24, Godfrey (IL)         | Dur          | 25 000 $    | Tennys Sandgren           | Facundo Mena           |
| 18 juillet | F3, Bad Waltersdorf       | Terre battue | 10 000 $    | Sebastian Ofner           | Corentin Denolly       |
| 18 juillet | F6, Knokke                | Terre battue | 10 000 $    | Daniel Altmaier           | Casper Ruud            |
| 18 juillet | F4, Campos do Jordão      | Dur          | 10 000 $    | José Pereira              | Mateo Nicolás Martínez |
| 18 juillet | F13, Anning               | Terre battue | 10 000 $    | Thomas Fancutt            | Issei Okamura          |
| 18 juillet | F16, Charm el-Cheikh      | Dur          | 10 000 $    | Adam El Mihdawy           | Benjamin Lock          |
| 18 juillet | F21, Gubbio               | Terre battue | 10 000 $    | Andrea Pellegrino         | Federico Coria         |
| 18 juillet | F1, Vilnius               | Terre battue | 10 000 $    | Miķelis Lībietis          | Krišjānis Stabiņš      |
| 18 juillet | F9, Idanha-a-Nova         | Dur          | 10 000 $    | Ben Patael                | André Gaspar Murta     |
| 18 juillet | F9, Pitești               | Terre battue | 10 000 $    | Dragoș Dima               | Jordan Ubiergo         |
| 18 juillet | F1, Belgrade              | Terre battue | 10 000 $    | Christopher O'Connell     | Nerman Fatić           |
| 18 juillet | F22, Dénia                | Terre battue | 10 000 $    | Carlos Taberner           | Jaume Munar            |
| 25 juillet | F16, Ajaccio              | Dur          | 25 000 $ +H | Maxime Hamou              | Marko Tepavac          |
| 25 juillet | F25, Edwardsville (IL)    | Dur          | 25 000 $    | Tennys Sandgren           | Marc Polmans           |
| 25 juillet | F4, Wels                  | Terre battue | 10 000 $    | Robin Kern                | Lenny Hampel           |
| 25 juillet | F7, Duinbergen            | Terre battue | 10 000 $    | Maxime Chazal             | Sandro Ehrat           |
| 25 juillet | F17, Charm el-Cheikh      | Dur          | 10 000 $    | Lorenzo Frigerio          | Andrea Vavassori       |
| 25 juillet | F1, Pärnu                 | Terre battue | 10 000 $    | Miķelis Lībietis          | Alberto Brizzi         |
| 25 juillet | F1, Telavi                | Terre battue | 10 000 $    | Ilya Vasilyev             | Ilya Lebedev           |
| 25 juillet | F22, Pontedera            | Terre battue | 10 000 $    | Andrea Basso              | Omar Giacalone         |
| 25 juillet | F4, Nador                 | Terre battue | 10 000 $    | Reda El Amrani            | Mohamed Aziz Dougaz    |
| 25 juillet | F10, Castelo Branco       | Dur          | 10 000 $    | Jonny O'Mara              | Julian Ocleppo         |
| 25 juillet | F10, Cluj-Napoca          | Terre battue | 10 000 $    | Nicolae Frunză            | Andrei Ștefan Apostol  |
| 25 juillet | F2, Sombor                | Terre battue | 10 000 $    | Kristijan Mesaroš         | Ljubomir Čelebić       |
| 25 juillet | F1, Trnava                | Terre battue | 10 000 $    | Corentin Denolly          | Patrik Fabian          |
| 25 juillet | F23, Xàtiva               | Terre battue | 10 000 $    | Pedro Martínez Portero    | Carlos Taberner        |
| 25 juillet | F1, Thủ Dầu Một           | Dur          | 10 000 $    | Hong Seong-chan           | Rishab Agarwal         |

### Août
| Date     | Lieu du tournoi        | Surface             | Dotation    | Vainqueur               | Finaliste                 |
| -------- | ---------------------- | ------------------- | ----------- | ----------------------- | ------------------------- |
| 1er août | F23, Bolzano           | Terre battue        | 25 000 $    | José Hernández          | Bastián Malla             |
| 1er août | F26, Decatur (IL)      | Dur                 | 25 000 $    | Roberto Quiroz          | Marc Polmans              |
| 1er août | F8, Ostende            | Terre battue        | 10 000 $    | Mats Moraing            | Alexis Musialek           |
| 1er août | F18, Charm el-Cheikh   | Dur                 | 10 000 $    | Nikola Milojević        | Bradley Mousley           |
| 1er août | F1, Kaarina            | Terre battue        | 10 000 $    | Casper Ruud             | Mikael Torpegaard         |
| 1er août | F2, Telavi             | Terre battue        | 10 000 $    | Oleksandr Bielinskyi    | Lukas Mugevičius          |
| 1er août | F9, Essen              | Terre battue        | 10 000 $    | Peter Torebko           | Yannick Maden             |
| 1er août | F1, Jurmala            | Terre battue        | 10 000 $    | Laurynas Grigelis       | Miķelis Lībietis          |
| 1er août | F5, Tanger             | Terre battue        | 10 000 $    | Reda El Amrani          | Sherif Sabry              |
| 1er août | F11, Pitești           | Terre battue        | 10 000 $    | Nicolae Frunză          | Dragoș Dima               |
| 1er août | F4, Kazan              | Terre battue        | 10 000 $    | Alexandr Igoshin        | Alexander Lobkov          |
| 1er août | F3, Novi Sad           | Terre battue        | 10 000 $    | Kristijan Mesaroš       | Michael Linzer            |
| 1er août | F2, Piešťany           | Terre battue        | 10 000 $    | Uladzimir Ignatik       | Pavel Nejedlý             |
| 1er août | F24, Béjar             | Dur                 | 10 000 $    | Andrés Artuñedo         | Yannick Mertens           |
| 1er août | F2, Thủ Dầu Một        | Dur                 | 10 000 $    | Yusuke Takahashi        | Christopher Rungkat       |
| 8 août   | F24, Cornaiano         | Terre battue        | 25 000 $ +H | Jeremy Jahn             | Yannick Hanfmann          |
| 8 août   | F12, Iași              | Terre battue        | 25 000 $    | Dragoș Dima             | Hernán Casanova           |
| 8 août   | F27, Champaign         | Dur                 | 25 000 $    | Christian Harrison      | Rhyne Williams            |
| 8 août   | F5, Innsbruck          | Terre battue        | 10 000 $    | Sebastian Ofner         | Goncalo Oliveira          |
| 8 août   | F1, Minsk              | Dur                 | 10 000 $    | Yaraslav Shyla          | Dzmitry Zhyrmont          |
| 8 août   | F9, Eupen              | Terre battue        | 10 000 $    | Jaume Munar             | Mats Moraing              |
| 8 août   | F19, Charm el-Cheikh   | Dur                 | 10 000 $    | Marek Jaloviec          | Adam El Mihdawy           |
| 8 août   | F2, Hyvinkää           | Terre battue        | 10 000 $    | Ivan Nedelko            | Tallon Griekspoor         |
| 8 août   | F3, Telavi             | Terre battue        | 10 000 $    | Lukas Mugevičius        | Ilya Vasilyev             |
| 8 août   | F10, Wetzlar           | Terre battue        | 10 000 $    | Marvin Netuschil        | Roberto Cid Subervi       |
| 8 août   | F6, Tanger             | Terre battue        | 10 000 $    | Maxime Hamou            | Alexandre Müller          |
| 8 août   | F5, Moscou             | Terre battue        | 10 000 $    | Evgeny Tyurnev          | Vladimir Ivanov           |
| 8 août   | F4, Novi Sad           | Terre battue        | 10 000 $    | Christopher O'Connell   | Stefano Travaglia         |
| 8 août   | F3, Slovenská Ľupča    | Terre battue        | 10 000 $    | Petr Michnev            | Grégoire Jacq             |
| 8 août   | F25, Orense            | Dur                 | 10 000 $    | Andrés Artuñedo         | Viktor Durasovic          |
| 8 août   | F3, Thủ Dầu Một        | Dur                 | 10 000 $    | Hong Seong-chan         | Jacob Grills              |
| 15 août  | F25, Padoue            | Terre battue        | 25 000 $    | Maxime Chazal           | Michael Linzer            |
| 15 août  | F5, Bydgoszcz          | Terre battue        | 25 000 $    | Maxime Janvier          | Andriej Kapaś             |
| 15 août  | F6, Vogau              | Terre battue        | 10 000 $    | Hugo Dellien            | Omar Giacalone            |
| 15 août  | F2, Minsk              | Dur                 | 10 000 $    | Yaraslav Shyla          | Dzmitry Zhyrmont          |
| 15 août  | F10, Coxyde            | Terre battue        | 10 000 $    | Tallon Griekspoor       | Thomas Brechemier         |
| 15 août  | F20, Charm el-Cheikh   | Dur                 | 10 000 $    | Riccardo Bonadio        | Tomáš Papík               |
| 15 août  | F3, Helsinki           | Terre battue        | 10 000 $    | Mikael Torpegaard       | Peter Goldsteiner         |
| 15 août  | F11, Karlsruhe         | Terre battue        | 10 000 $    | Marc Giner              | Yannick Hanfmann          |
| 15 août  | F1, Jakarta            | Dur                 | 10 000 $    | Christopher Rungkat     | Jack Wong                 |
| 15 août  | F5, Oldenzaal          | Terre battue        | 10 000 $    | Timon Reichelt          | Gijs Brouwer              |
| 15 août  | F13, Mediaș            | Terre battue        | 10 000 $    | Miliaan Niesten         | Nicolás Jarry             |
| 15 août  | F6, Moscou             | Terre battue        | 10 000 $    | Ivan Gakhov             | Denis Matsukevich         |
| 15 août  | F5, Subotica           | Terre battue        | 10 000 $    | Tomislav Brkić          | Ljubomir Čelebić          |
| 15 août  | F4, Bratislava         | Terre battue        | 10 000 $    | Vaclav Safranek         | Vit Kopriva               |
| 15 août  | F26, Vigo              | Terre battue        | 10 000 $    | Bernabé Zapata Miralles | Alberto Brizzi            |
| 15 août  | F3, Collonge-Bellerive | Terre battue        | 10 000 $    | Tobias Simon            | Laurent Lokoli            |
| 22 août  | F6, Poznań             | Terre battue        | 25 000 $    | Sumit Nagal             | Daniel Masur              |
| 22 août  | F7, Poertschach        | Terre battue        | 10 000 $    | Petr Michnev            | Corentin Denolly          |
| 22 août  | F3, Minsk              | Dur                 | 10 000 $    | Dzmitry Zhyrmont        | Anıl Yüksel               |
| 22 août  | F11, Huy               | Terre battue        | 10 000 $    | Joran Vliegen           | Romain Barbosa            |
| 22 août  | F21, Charm el-Cheikh   | Dur                 | 10 000 $    | Roman Safiullin         | Michal Konečný            |
| 22 août  | F12, Überlingen        | Terre battue        | 10 000 $    | Oscar Otte              | Alexander Lazov           |
| 22 août  | F2, Makassar           | Dur                 | 10 000 $    | Christopher Rungkat     | Lucas Gómez               |
| 22 août  | F26, Piombino          | Dur                 | 10 000 $    | Matteo Trevisan         | Hugo Grenier              |
| 22 août  | F6, Anseong            | Terre battue (int.) | 10 000 $    | Nam Ji-sung             | Makoto Ochi               |
| 22 août  | F6, Rotterdam          | Terre battue        | 10 000 $    | Botic van de Zandschulp | Boy Westerhof             |
| 22 août  | F14, Galați            | Terre battue        | 10 000 $    | Nicolás Jarry           | Gabriel Alejandro Hidalgo |
| 22 août  | F27, Santander         | Terre battue        | 10 000 $    | Álvaro López San Martín | Alberto Brizzi            |
| 22 août  | F4, Lausanne           | Terre battue        | 10 000 $    | Cristian Villagrán      | Laurent Lokoli            |
| 22 août  | F1, Hua Hin            | Dur                 | 10 000 $    | Chen Ti                 | Fajing Sun                |
| 29 août  | F6, Calgary            | Dur                 | 25 000 $    | Brayden Schnur          | Tim van Rijthoven         |
| 29 août  | F7, Saint-Pétersbourg  | Dur (int.)          | 25 000 $    | Evgeny Tyurnev          | Alexey Vatutin            |
| 29 août  | F8, Sankt Pölten       | Terre battue        | 10 000 $    | Sebastian Ofner         | Riccardo Bellotti         |
| 29 août  | F12, Middelkerke       | Terre battue        | 10 000 $    | Thomas Brechemier       | Jeroen Vanneste           |
| 29 août  | F22, Charm el-Cheikh   | Dur                 | 10 000 $    | Karim-Mohamed Maamoun   | Anis Ghorbel              |
| 29 août  | F3, Jakarta            | Dur                 | 10 000 $    | Sasi Kumar Mukund       | Masato Shiga              |
| 29 août  | F27, Trieste           | Terre battue        | 10 000 $    | Attila Balázs           | Kristijan Mesaroš         |
| 29 août  | F7, Anseong            | Terre battue (int.) | 10 000 $    | Hong Chung              | Min-Hyeok Cho             |
| 29 août  | F7, Schoonhoven        | Terre battue        | 10 000 $    | Botic van de Zandschulp | Jesse Huta Galung         |
| 29 août  | F15, Brașov            | Terre battue        | 10 000 $    | Laurynas Grigelis       | Gabriel Alejandro Hidalgo |
| 29 août  | F28, Saint-Sébastien   | Terre battue        | 10 000 $    | Jaume Munar             | Gonzalo Villanueva        |
| 29 août  | F5, Sion               | Terre battue        | 10 000 $    | Johan Nikles            | Antoine Bellier           |
| 29 août  | F2, Hua Hin            | Dur                 | 10 000 $    | Sriram Balaji           | Hong Seong-chan           |

### Septembre
| Date         | Lieu du tournoi               | Surface             | Dotation    | Vainqueur               | Finaliste                 |
| ------------ | ----------------------------- | ------------------- | ----------- | ----------------------- | ------------------------- |
| 5 septembre  | F17, Bagnères-de-Bigorre      | Dur                 | 25 000 $ +H | Maxime Authom           | Hugo Nys                  |
| 5 septembre  | F13, Arlon                    | Terre battue        | 25 000 $    | Yannick Maden           | Marvin Netuschil          |
| 5 septembre  | F7, Toronto                   | Terre battue        | 25 000 $    | Frank Dancevic          | Iván Endara               |
| 5 septembre  | F8, Saint-Pétersbourg         | Dur (int.)          | 25 000 $    | Alexander Bublik        | Alexander Vasilenko       |
| 5 septembre  | F29, Oviedo                   | Terre battue        | 25 000 $    | Álvaro López San Martín | Albert Alcaraz Ivorra     |
| 5 septembre  | F28, Reggio d'Émilie          | Terre battue        | 10 000 $ +H | Stefano Travaglia       | Matteo Berrettini         |
| 5 septembre  | F23, Charm el-Cheikh          | Dur                 | 10 000 $    | Anis Ghorbel            | Roman Safiullin           |
| 5 septembre  | F4, Budapest                  | Terre battue        | 10 000 $    | Attila Balázs           | Jorge Montero             |
| 5 septembre  | F4, Chennai                   | Terre battue        | 10 000 $    | Prajnesh Gunneswaran    | Sriram Balaji             |
| 5 septembre  | F11, Herzliya                 | Dur                 | 10 000 $    | Connor Smith            | Yannick Jankovits         |
| 5 septembre  | F8, Anseong                   | Terre battue (int.) | 10 000 $    | Lim Yong-kyu            | Nam Ji-sung               |
| 5 septembre  | F16, Bucarest                 | Terre battue        | 10 000 $    | Laurynas Grigelis       | Claudio Fortuna           |
| 5 septembre  | F6, Zlatibor                  | Terre battue        | 10 000 $    | Kristijan Mesaroš       | Ljubomir Čelebić          |
| 5 septembre  | F3, Hua Hin                   | Dur                 | 10 000 $    | Yusuke Takahashi        | Renta Tokuda              |
| 5 septembre  | F22, Hammamet                 | Terre battue        | 10 000 $    | Jules Okala             | Benjamin Bonzi            |
| 12 septembre | F18, Mulhouse                 | Dur (int.)          | 25 000 $ +H | Laurent Lokoli          | Raymond Sarmiento         |
| 12 septembre | F8, Toronto                   | Dur                 | 25 000 $    | Filip Peliwo            | Rhyne Williams            |
| 12 septembre | F7, Niš                       | Terre battue        | 25 000 $    | Lorenzo Giustino        | Kristijan Mesaroš         |
| 12 septembre | F14, Damme                    | Terre battue        | 10 000 $    | Juan Pablo Ficovich     | Marvin Netuschil          |
| 12 septembre | F24, Le Caire                 | Terre battue        | 10 000 $    | Jaroslav Pospíšil       | Vit Kopriva               |
| 12 septembre | F5, Székesfehérvár            | Terre battue        | 10 000 $    | Attila Balázs           | Patrik Fabian             |
| 12 septembre | F5, Chennai                   | Dur                 | 10 000 $    | Vishnu Vardhan          | Sriram Balaji             |
| 12 septembre | F12, Ashkelon                 | Dur                 | 10 000 $    | Connor Smith            | Neil Pauffley             |
| 12 septembre | F29, Santa Margherita di Pula | Terre battue        | 10 000 $    | Jacopo Stefanini        | Gabriel Alejandro Hidalgo |
| 12 septembre | F30, Madrid                   | Terre battue (int.) | 10 000 $    | Bernabé Zapata Miralles | Gonzalo Villanueva        |
| 12 septembre | F23, Hammamet                 | Terre battue        | 10 000 $    | Mariano Kestelboim      | Marco Bortolotti          |
| 12 septembre | F28, Claremont                | Dur                 | 10 000 $    | Sebastian Fanselow      | Evan Zhu                  |
| 12 septembre | F4, Thủ Dầu Một               | Dur                 | 10 000 $    | Dayne Kelly             | Joel Cannell              |
| 19 septembre | F5, Alice Springs             | Dur                 | 25 000 $ +H | Marc Polmans            | Jarmere Jenkins           |
| 19 septembre | F19, Plaisir                  | Dur (int.)          | 25 000 $ +H | Romain Jouan            | Robin Kern                |
| 19 septembre | F9, Niagara                   | Dur (int.)          | 25 000 $    | Adam El Mihdawy         | Brayden Schnur            |
| 19 septembre | F31, Séville                  | Terre battue        | 25 000 $    | Álvaro López San Martín | Marc Giner                |
| 19 septembre | F6, Coimbatore                | Dur                 | 10 000 $    | Sanam Singh             | Prajnesh Gunneswaran      |
| 19 septembre | F4, Tcherkassy                | Terre battue        | 10 000 $    | Corentin Moutet         | Leon Schutt               |
| 19 septembre | F8, Sokobanja                 | Terre battue        | 10 000 $    | Alexandar Lazarov       | Filip Veger               |
| 19 septembre | F30, Santa Margherita di Pula | Terre battue        | 10 000 $    | Stefano Travaglia       | Nicola Ghedin             |
| 19 septembre | F5, Shymkent                  | Terre battue        | 10 000 $    | Vladimir Ivanov         | Khuyomun Sultanov         |
| 19 septembre | F29, Irvine                   | Dur                 | 10 000 $    | Mackenzie McDonald      | Jan Choinski              |
| 19 septembre | F24, Hammamet                 | Terre battue        | 10 000 $    | Franco Agamemone        | Valentin Vacherot         |
| 19 septembre | F5, Thủ Dầu Một               | Dur                 | 10 000 $    | Nam Hoang Li            | Masato Chiga              |
| 19 septembre | F25, Le Caire                 | Terre battue        | 10 000 $    | Vit Kopriva             | Mateo Nicolas Martinez    |
| 19 septembre | F6, Dunakeszi                 | Terre battue        | 10 000 $    | Kristijan Mesaros       | Péter Nagy                |
| 19 septembre | F13, Kiryat Gat               | Dur                 | 10 000 $    | Austin Smith            | Daniel Cukierman          |
| 26 septembre | F6, Brisbane                  | Dur                 | 25 000 $    | Jarmere Jenkins         | Marc Polmans              |
| 26 septembre | F7, Balatonboglár             | Terre battue        | 25 000 $    | Sumit Nagal             | Péter Nagy                |
| 26 septembre | F14, Meitar                   | Dur                 | 25 000 $    | Roman Safiullin         | Daniel Cukierman          |
| 26 septembre | F11, Oliveira de Azeméis      | Dur                 | 25 000 $    | Stefanos Tsitsipas      | Yannick Mertens           |
| 26 septembre | F4, Stockholm                 | Dur (int.)          | 25 000 $    | Dzmitry Zhyrmont        | Edward Corrie             |
| 26 septembre | F20, Sarreguemines            | Moquette            | 10 000 $    | Marek Jaloviec          | Raymond Sarmiento         |
| 26 septembre | F5, Kiev                      | Dur                 | 10 000 $    | Denys Milokostov        | Lukas Mugevicius          |
| 26 septembre | F32, Sabadell                 | Terre battue        | 10 000 $    | Jaume Munar             | Álvaro López San Martín   |
| 26 septembre | F31, Santa Margherita di Pula | Terre battue        | 10 000 $    | Walter Trusendi         | Riccardo Bonadio          |
| 26 septembre | F6, Shymkent                  | Terre battue        | 10 000 $    | Sanjar Fayziev          | Vladimir Ivanov           |
| 26 septembre | F30, Fountain Valley          | Dur                 | 10 000 $    | Sebastian Fanselow      | Takanyi Garanganga        |
| 26 septembre | F25, Hammamet                 | Terre battue        | 10 000 $    | Benjamin Bonzi          | Mariano Kestelboim        |
| 26 septembre | F6, Thủ Dầu Một               | Dur                 | 10 000 $    | Ti Chen                 | Makoto Ochi               |
| 26 septembre | F26, Le Caire                 | Terre battue        | 10 000 $    | Jaroslav Pospisil       | Federico Zeballos         |
| 26 septembre | F8, Solin                     | Terre battue        | 10 000 $    | Corentin Moutet         | Nino Serdarusic           |

### Octobre
| Date       | Lieu du tournoi               | Surface      | Dotation     | Vainqueur                  | Finaliste                       |
| ---------- | ----------------------------- | ------------ | ------------ | -------------------------- | ------------------------------- |
| 3 octobre  | F21, Nevers                   | Dur (int.)   | 25 000 $ +H  | Albano Olivetti            | Grégoire Jacq                   |
| 3 octobre  | F8, Balatonboglár             | Terre battue | 25 000 $     | Attila Balázs              | Alexey Vatutin                  |
| 3 octobre  | F12, Porto                    | Terre battue | 25 000 $     | Ricardo Ojeda Lara         | Gianni Mina                     |
| 3 octobre  | F5, Falun                     | Dur (int.)   | 25 000 $     | Alexander Bublik           | Edward Corrie                   |
| 3 octobre  | F7, Toowoomba                 | Dur          | 25 000 $     | Jarmere Jenkins            | Blake Mott                      |
| 3 octobre  | F6, Kiev                      | Dur          | 10 000 $     | Lukas Mugevicius           | Denys Milokostov                |
| 3 octobre  | F32, Santa Margherita di Pula | Terre battue | 10 000 $     | Yannick Maden              | Stefano Travaglia               |
| 3 octobre  | F7, Shymkent                  | Terre battue | 10 000 $     | Ivan Gakhov                | Sanjar Fayziev                  |
| 3 octobre  | F4, Valledupar                | Dur          | 10 000 $     | Marcelo Tomas Barrios Vera | Daniel Elahi Galán              |
| 3 octobre  | F26, Hammamet                 | Terre battue | 10 000 $     | Laurynas Grigelis          | Benjamin Bonzi                  |
| 3 octobre  | F27, Charm el-Cheikh          | Dur          | 10 000 $     | Lloyd Harris               | Andrea Vavassori                |
| 3 octobre  | F15, Ramat Hasharon           | Dur          | 10 000 $     | Amir Weintraub             | Peter Kobelt                    |
| 3 octobre  | F13, Hambach                  | Moquette     | 10 000 $     | Danylo Kalenichenko        | Marek Jaloviec                  |
| 3 octobre  | F9, Bol                       | Terre battue | 10 000 $     | Riccardo Bellotti          | Alexandre Müller                |
| 10 octobre | F5, Lagos                     | Dur          | 25 000 $ +H  | Enrique López-Pérez        | Gianni Mina                     |
| 10 octobre | F8, Cairns                    | Dur          | 25 000 $     | Christopher O'Connell      | Blake Mott                      |
| 10 octobre | F31, Houston                  | Dur          | 25 000 $     | Wil Spencer                | Aron Hiltzik                    |
| 10 octobre | F41, Antalya                  | Dur          | 10 000 $     | Alex Molčan                | Nikola Milojević                |
| 10 octobre | F33, Madrid                   | Dur          | 10 000 $     | Carlos Gómez-Herrera       | Andrés Artuñedo                 |
| 10 octobre | F22, Saint-Dizier             | Dur          | 10 000 $     | Rémi Boutillier            | Evan Furness                    |
| 10 octobre | F7, Jablonec nad Nisou        | Moquette     | 10 000 $     | Petr Michnev               | Niels Lootsma                   |
| 10 octobre | F33, Santa Margherita di Pula | Terre battue | 10 000 $     | Stefano Travaglia          | Daniel Altmaier                 |
| 10 octobre | F1, Quito                     | Terre battue | 10 000 $     | Ivan Endara                | Juan Pablo Varillas             |
| 10 octobre | F5, Manizales                 | Terre battue | 10 000 $     | Alejandro Gomez            | Daniel Elahi Galán              |
| 10 octobre | F27, Hammamet                 | Terre battue | 10 000 $     | Benjamin Bonzi             | Javier Marti                    |
| 10 octobre | F28, Charm el-Cheikh          | Dur          | 10 000 $     | Lloyd Harris               | Pablo Vivero Gonzalez           |
| 10 octobre | F1, Kaohsiung                 | Dur          | 10 000 $     | Takuto Niki                | Kuan-Yi Lee                     |
| 10 octobre | F14, Oberhaching              | Dur          | 10 000 $     | Mats Moraing               | Robin Kern                      |
| 10 octobre | F10, Bol                      | Terre battue | 10 000 $     | Riccardo Bellotti          | Tomislav Brkić                  |
| 17 octobre | F23, Rodez                    | Dur (int.)   | 25 000 $ +H  | Maxime Authom              | Edoardo Eremin                  |
| 17 octobre | F6, Lagos                     | Dur          | 25 000 $ +H  | Enrique López-Pérez        | Calvin Hemery                   |
| 17 octobre | F2, Berkeley                  | Dur          | 25 000 $     | Marcos Giron               | André Göransson                 |
| 17 octobre | F32, Harlingen                | Dur          | 25 000 $     | Dominik Köpfer             | Luke Bambridge                  |
| 17 octobre | F2, Kaohsiung                 | Terre battue | 10 000 $     | Takuto Niki                | Jumpei Yamasaki                 |
| 17 octobre | F11, Bol                      | Terre battue | 10 000 $     | Jaroslav Pospisil          | Riccardo Bellotti               |
| 17 octobre | F8, Jablonec nad Nisou        | Moquette     | 10 000 $     | Petr Michnev               | Niels Lootsma                   |
| 17 octobre | F6, Neiva                     | Terre battue | 10 000 $     | Alejandro Gómez            | Daniel Elahi Galán              |
| 17 octobre | F2, Quito                     | Terre battue | 10 000 $     | João Menezes               | Federico Zeballos               |
| 17 octobre | F29, Charm el-Cheikh          | Dur          | 10 000 $     | Lloyd Harris               | Pablo Vivero González           |
| 17 octobre | F2, Ismaning                  | Moquette     | 10 000 $     | Malek Jaloviec             | Tobias Simon                    |
| 17 octobre | F34, Pula                     | Terre battue | 10 000 $     | Marvin Netuschil           | Maxime Chazal                   |
| 17 octobre | F1, Oslo                      | Dur          | 10 000 $     | Lotenzo Frigerio           | Lucas Miedler                   |
| 17 octobre | F34, Mellila                  | Terre battue | 10 000 $     | Mario Vilella Martínez     | Ricardo Ojeda Lara              |
| 17 octobre | F28, Hammamet                 | Terre battue | 10 000 $     | Laurynas Grigelis          | Fred Gil                        |
| 17 octobre | F42, Antalya                  | Dur          | 10 000 $     | Artem Smirnov              | Tallon Griekspoor               |
| 17 octobre | F7, Thủ Dầu Một               | Terre battue | 10 000 $     | Masato Shiga               | Noh Sang-woo                    |
| 24 octobre | F34, Burlingame               | Dur (int.)   | 25 000 $     | Ruben Bemelmans            | Sam Barry                       |
| 24 octobre | F11, San Juan                 | Terre battue | 10 000 $     | Federico Coria             | Christian Lindell               |
| 24 octobre | F3, Kaohsiung                 | Dur          | 10 000 $     | Yu Cheng-yu                | Jonas Merckx                    |
| 24 octobre | F9, Opava                     | Moquette     | 10 000 $     | Jan Mertl                  | Petr Michnev                    |
| 24 octobre | F3, Salinas                   | Terre battue | 10 000 $     | Franco Agamenone           | Roberto Quiroz                  |
| 24 octobre | F39, Charm el-Cheikh          | Dur          | 10 000 $     | Roman Safiullin            | Pablo Vivero González           |
| 24 octobre | F3, Tartu                     | Moquette     | 10 000 $     | Kenneth Raisma             | Vladimir Inaov                  |
| 24 octobre | F16, Bad Salzdetfurth         | Moquette     | 10 000 $     | Christopher Heyman         | Andrej Kapas                    |
| 24 octobre | F4, Loughborough              | Dur          | 10 000 $     | Maxime Authom              | Yannick Maden                   |
| 24 octobre | F7, Heraklion                 | Dur          | 10 000 $     | Germain Gigounon           | Dominik Kellovsky               |
| 24 octobre | F35, Pula                     | Terre battue | 10 000 $     | Marvin Netuschil           | Walter Trusendi                 |
| 24 octobre | F2, Oslo                      | Dur          | 10 000 $     | Lucas Miedler              | Gianluigi Quinzi                |
| 24 octobre | F35, La Vall d'Uixó           | Terre battue | 10 000 $     | Ivan Gakhov                | Carlos Taberner                 |
| 24 octobre | F29 Hammamet                  | Terre battue | 10 000 $     | Jeremy Jahn                | João Domingues                  |
| 24 octobre | F35, La Vall d'Uixó           | Dur          | 10 000 $     | Tallon Griekspoor          | Dimitar Kuzmanov                |
| 24 octobre | F8, Thủ Dầu Một               | Dur          | 10 000 $     | Enzo Couacaud              | Rishab Agarwal                  |
| 31 octobre | F12, Buenos Aires             | Terre battue | 10 000 $ + H | Federico Coria             | Matías Zukas                    |
| 31 octobre | F31, Charm el-Cheikh          | Dur          | 10 000 $     | Benjamin Bonzi             | Dennis Novak                    |
| 31 octobre | F3, Tallinn                   | Dur          | 10 000 $     | Niels Lootsma              | Marat Deviatiarov               |
| 31 octobre | F17, Leimen                   | Dur          | 10 000 $     | Yann Marti                 | Yannik Reuter                   |
| 31 octobre | F5, Sheffield                 | Dur          | 10 000 $     | Maxime Authom              | Frederik Nielsen                |
| 31 octobre | F8, Heraklion                 | Dur          | 10 000 $     | Vaclav Safranek            | Alexandre Müller                |
| 31 octobre | F36, Pula                     | Terre battue | 10 000 $     | Stefano Travaglia          | Salvatore Caruso                |
| 31 octobre | F1, Mishref                   | Dur          | 10 000 $     | Maximilian Neuchrist       | Sanjar Fayziev                  |
| 31 octobre | F7, Casablanca                | Terre battue | 10 000 $     | Riccardo Bellotti          | Kristijan Mesaros               |
| 31 octobre | F3, Oslo                      | Dur          | 10 000 $     | Gianluigi Quinzi           | Casper Ruud                     |
| 31 octobre | F1, Stellenbosch              | Dur          | 10 000 $     | Lloyd Harris               | Alessandro Bega                 |
| 31 octobre | F30, Hammamet                 | Terre battue | 10 000 $     | Julien Cagnina             | João Domingues                  |
| 31 octobre | F44, Antalya                  | Dur          | 10 000 $     | Marc Sieber                | Michal Konecny                  |
| 31 octobre | F35, Birmingham               | Terre battue | 10 000 $     | Félix Auger-Aliassime      | Juan Manuel Benítez Chavarriaga |
| 31 octobre | F9, Thủ Dầu Một               | Dur          | 10 000 $     | Enzo Couacaud              | Francis Casey Alcantara         |

### Novembre
| Date        | Lieu du tournoi                | Surface      | Dotation | Vainqueur                | Finaliste               |
| ----------- | ------------------------------ | ------------ | -------- | ------------------------ | ----------------------- |
| 7 novembre  | F9, Wollongong                 | Dur          | 25 000 $ | Maverick Banes           | Jarmere Jenkins         |
| 7 novembre  | F13, Villa del Dique           | Terre battue | 10 000 $ | Federico Coria           | Tomás Lipovsek Puches   |
| 7 novembre  | F1, La Paz                     | Terre battue | 10 000 $ | Federico Zeballos        | Matías Zukas            |
| 7 novembre  | F1, San José                   | Dur          | 10 000 $ | José Olivares            | Evan Song               |
| 7 novembre  | F32, Charm el-Cheikh           | Dur          | 10 000 $ | Michal Schmid            | Roman Safiullin         |
| 7 novembre  | F4, Pärnu                      | Dur (int.)   | 10 000 $ | Botic van de Zandschulp  | Vladimir Ivanov         |
| 7 novembre  | F6, Barnstaple                 | Dur (int.)   | 10 000 $ | Neil Pauffley            | Frederik Nielsen        |
| 7 novembre  | F9, Heraklion                  | Dur          | 10 000 $ | Carlos Gómez-Herrera     | Daniel Cukierman        |
| 7 novembre  | F37, Latina                    | Terre battue | 10 000 $ | Matteo Viola             | Attila Balázs           |
| 7 novembre  | F2, Mishref                    | Dur          | 10 000 $ | Sanja Fayziev            | Evgeny Karlovskiy       |
| 7 novembre  | F8, Casablanca                 | Terre battue | 10 000 $ | Lamine Ouahab            | Alvaro López San Martin |
| 7 novembre  | F2, Stellenbosch               | Dur          | 10 000 $ | Lloyd Harris             | Jordi Samper Montaña    |
| 7 novembre  | F36, Cuevas del Almanzora      | Dur          | 10 000 $ | Roberto Ortega Olmedo    | Jaume Munar             |
| 7 novembre  | F31, Hammamet                  | Terre battue | 10 000 $ | João Domingues           | Pol Toledo Bagué        |
| 7 novembre  | F45, Antalya                   | Dur          | 10 000 $ | Dmitry Popko             | Altug Çelikbilek        |
| 7 novembre  | F36, Niceville                 | Terre battue | 10 000 $ | Gianni Mina              | Constantin Schmitz      |
| 14 novembre | F10, Blacktown                 | Dur          | 25 000 $ | Christopher O'Connell    | Max Purcell             |
| 14 novembre | F4, Helsinki                   | Dur (int.)   | 25 000 $ | Jeremy Jahn              | Denys Mylokostov        |
| 14 novembre | F2, Cochabamba                 | Terre battue | 10 000 $ | Franco Agamenone         | Matías Zukas            |
| 14 novembre | F7, Pereira                    | Terre battue | 10 000 $ | Juan Sebastián Gómez     | Juan Pablo Varillas     |
| 14 novembre | F1, Nicosie                    | Dur          | 10 000 $ | Lucas Miedler            | David Poljak            |
| 14 novembre | F33, Charm el-Cheikh           | Dur          | 10 000 $ | Vladyslav Manafov        | Joy Vigani              |
| 14 novembre | F1, San Salvador               | Dur          | 10 000 $ | Marcelo Arévalo          | Benjamin Lock           |
| 14 novembre | F10, Heraklion                 | Dur          | 10 000 $ | Vaclav Safranek          | Sebastian Ofner         |
| 14 novembre | F3, Mishref                    | Dur          | 10 000 $ | Marcus Willis            | Daniel Altmaier         |
| 14 novembre | F9, Rabat                      | Terre battue | 10 000 $ | Lamine Ouahab            | Alvaro López San Martín |
| 14 novembre | F3, Stellenbosch               | Dur          | 10 000 $ | Lloyd Harris             | Nicolaas Scholtz        |
| 14 novembre | F37, Cuevas del Almanzora      | Dur          | 10 000 $ | Ricardo Ojeda Lara       | João Monteiro           |
| 14 novembre | F32, Hammamet                  | Terre battue | 10 000 $ | Marc Giner               | Fred Gil                |
| 14 novembre | F46, Antalya                   | Dur          | 10 000 $ | Dmitry Popko             | Victor Baluda           |
| 14 novembre | F37, Pensacola                 | Terre battue | 10 000 $ | Gianni Mina              | Naoki Nakagawa          |
| 21 novembre | F3, Santa Cruz                 | Terre battue | 10 000 $ | Federico Coria           | Caio Zampieri           |
| 21 novembre | F8, Medellín                   | Terre battue | 10 000 $ | Alejandro Gómez          | Daniel Elahi Galán      |
| 21 novembre | F2, Limassol                   | Dur          | 10 000 $ | Alexandre Müller         | Lucas Miedler           |
| 21 novembre | F10, Milovice                  | Dur (int.)   | 10 000 $ | Marek Jaloviec           | Botic van de Zandschulp |
| 21 novembre | F34, Charm el-Cheikh           | Dur          | 10 000 $ | Vladyslav Manafov        | Lény Mitjana            |
| 21 novembre | F2, La Libertad                | Terre battue | 10 000 $ | Marcelo Arévalo          | Bruno Sant’Anna         |
| 21 novembre | F11, Heraklion                 | Dur          | 10 000 $ | Sebastian Ofner          | Dominik Kellovsky       |
| 21 novembre | F38, Cuevas del Almanzora      | Dur          | 10 000 $ | Ricardo Ojeda Lara       | Peter Bothwell          |
| 21 novembre | F33, Hammamet                  | Terre battue | 10 000 $ | Carlos Taberner          | Gonçalo Oliveira        |
| 21 novembre | F47, Antalya                   | Dur          | 10 000 $ | Alexandar Lazov          | Adelchi Virgili         |
| 28 novembre | F39, Waco                      | Dur (int.)   | 25 000 $ | Ryan Shane               | Jared Hiltzik           |
| 28 novembre | F5, Talca                      | Terre battue | 10 000 $ | Nicolás Jarry            | Bastián Malla           |
| 28 novembre | F9, Villavicencio              | Terre battue | 10 000 $ | Nicolas Santos           | Daniel Elahi Galán      |
| 28 novembre | F3, Larnaca                    | Dur          | 10 000 $ | Maximilian Neuchrist     | Lucas Miedler           |
| 28 novembre | F11, Říčany                    | Dur (int.)   | 10 000 $ | Petr Michnev             | Niels Lootsma           |
| 28 novembre | F1, Santiago de los Caballeros | Terre battue | 10 000 $ | Bruno Sant’Anna          | Evan King               |
| 28 novembre | F35, Le Caire                  | Terre battue | 10 000 $ | Jay Clarke               | Laslo Urrutia Fuentes   |
| 28 novembre | F4, Jakarta                    | Dur          | 10 000 $ | Shintaro Imai            | Enzo Couacaud           |
| 28 novembre | F16, Ramat Gan                 | Dur          | 10 000 $ | Yannick Mertens          | Mick Lescure            |
| 28 novembre | F4, Doha                       | Dur          | 10 000 $ | Daniel Altmaier          | Jonny O'Mara            |
| 28 novembre | F39, Cuevas del Almanzora      | Dur          | 10 000 $ | Akira Santillan          | Roberto Ortega Olmedo   |
| 28 novembre | F34, Hammamet                  | Terre battue | 10 000 $ | Attila Balázs            | Gibril Diarra           |
| 28 novembre | F48, Antalya                   | Dur          | 10 000 $ | Frederico Ferreira Silva | Lorenzo Frigerio        |
| 28 novembre | F1, Punta del Este             | Terre battue | 10 000 $ | Orlando Luz              | João Pedro Sorgi        |

### Décembre
| Date        | Lieu du tournoi    | Surface      | Dotation | Vainqueur             | Finaliste                   |
| ----------- | ------------------ | ------------ | -------- | --------------------- | --------------------------- |
| 5 décembre  | F40, Tallahassee   | Dur (int.)   | 25 000 $ | Brayden Schnur        | Juan Cruz Aragone           |
| 5 décembre  | F35, Hammamet      | Terre battue | 10 000 $ | Attila Balázs         | Gonçalo Oliveira            |
| 5 décembre  | F49, Antalya       | Dur (ext.)   | 10 000 $ | Aleksander Lazov      | Borna Gojo                  |
| 5 décembre  | F12, Vestec        | Moquette     | 10 000 $ | Niels Lootsma         | Tomás Papac                 |
| 5 décembre  | F6, Santiago       | Terre battue | 10 000 $ | Alejandro Tabilo      | Genaro Olivieri             |
| 5 décembre  | F2, Saint-Domingue | Terre battue | 10 000 $ | Ivan Endara           | Gianni Mina                 |
| 5 décembre  | F5, Doha           | Dur          | 10 000 $ | Ramkumar Ramanathan   | Sebastian Ofner             |
| 5 décembre  | F17, Tel Aviv      | Dur          | 10 000 $ | David Guez            | Alexandre Müller            |
| 5 décembre  | F5, Jakarta        | Dur          | 10 000 $ | Enzo Couacaud         | Yusuke Takahashi            |
| 5 décembre  | F2, Paysandú       | Terre battue | 10 000 $ | Michael Linzer        | Facundo Mena                |
| 5 décembre  | F36, Le Caire      | Terre battue | 10 000 $ | Jay Clarke            | Youssef Houssam             |
| 12 décembre | F36, Hammamet      | Terre battue | 25 000 $ | Attila Balázs         | Raul Branccacio             |
| 12 décembre | F4, Hua Hin        | Dur          | 10 000 $ | Fabien Reboul         | Sadio Doumbia               |
| 12 décembre | F50, Antalya       | Dur          | 10 000 $ | Takanyi Garanganga    | Gleb Sakharov               |
| 12 décembre | F7, Talca          | Terre battue | 10 000 $ | Nicolás Jarry         | Cristobal Saavedra-Corvalan |
| 12 décembre | F3, Saint-Domingue | Dur          | 10 000 $ | Evan King             | Calvin Hemery               |
| 12 décembre | F6, Doha           | Dur          | 10 000 $ | Ramkumar Ramanathan   | Sebastian Ofner             |
| 12 décembre | F18, Tel Aviv      | Dur          | 10 000 $ | Romain Barbosa        | David Guez                  |
| 12 décembre | F6, Jakarta        | Dur          | 10 000 $ | Enzo Couacaud         | Kento Takeuchi              |
| 12 décembre | F3, Salto          | Terre battue | 10 000 $ | Michael Linzer        | Joâo Pedro Sorgi            |
| 12 décembre | F37, Le Caire      | Terre battue | 10 000 $ | Laslo Urrutia Fuentes | Yurii Dzhavakian            |
| 19 décembre | F4, Hong Kong      | Dur          | 25 000 $ | Yuki Bhambri          | Shintaro Imai               |
| 19 décembre | F5, Hua Hin        | Dur          | 10 000 $ | Kwon Soon-woo         | Daniel Altmaier             |
| 19 décembre | F1, Mayaguez       | Dur          | 10 000 $ | Thai-Son Kwiatkowski  | Alexis Halebian             |
| 19 décembre | F51, Antalya       | Dur          | 10 000 $ | Gleb Sakharov         | Takanyi Garanganga          |
| 19 décembre | F8, Santiago       | Terre battue | 10 000 $ | Nicolás Jarry         | Bastian Malla               |
| 26 décembre | F5, Hong Kong      | Dur          | 25 000 $ | Sora Fukuda           | Shuichi Sekiguchi           |
| 26 décembre | F6, Hua Hin        | Dur          | 10 000 $ | Dmitry Popko          | Fabien Reboul               |